# London Resort
 (septembre 2023).
Le London Resort est un projet de parc à thèmes se situant à Swanscombe, Kent. Ce projet a été annoncé le 8 octobre 2012, pour une ouverture prévue en 2019 qui ne cesse d'être repoussée depuis.  Le parc est créé par la London Resort Company Holdings (LRCH).
Originellement connu sous le nom de London Paramount Entertainment Resort, le projet ayant reçu l'aval de Paramount Pictures pour utiliser ces licences. En juin 2017, l'annonce du retrait de Paramount du projet est publiée,, c'est à ce moment que le parc changea de nom. Toutefois, en juin 2019, London Resort obtient à nouveau le droit de créer des attractions sur les films de Paramount Pictures.

## Historique
En 2012, année de lancement du projet, il est annoncé que le complexe comprendrait le plus grand parc aquatique d'Europe, des théâtres, des salles de concerts, des attractions, des cinémas, des restaurants, des lieux réservés aux évènements et des hôtels. Allié au projet, une école de formations pour les secteurs du divertissement et de l'hôtellerie, un parc rural, un musée consacré aux sciences et à l'éducation et « le plus grand centre de performance artistique d'Europe ». Avec une date d'ouverture initialement prévue en 2019, le parc pouvait accueillir jusqu'à 27 000 employés. L'échéance a toutefois été repoussée à 2024 à cause des nombreux problèmes de stationnement que le projet soulevait.
Ce parc à thèmes était initialement prévu en partenariat avec Paramount Pictures et devait être connu sous le nom de London Paramount Entertainment Resort. Le parc devait aussi mettre à l'honneur l'Angleterre et le comté de Kent. En juin 2017, Paramount et LRCH mit fin à leur partenariat, ce qui poussa l’entreprise à renommer son parc pour London Resort. Paramount Pictures décide toutefois de revenir sur sa décision en 2019 en autorisant le parc à utiliser ces licences pour thématiser ses attractions.
Le projet de ce parc à thèmes sera énormément soutenu par le gouvernement britannique. Il deviendra le premier projet commercial à recevoir le Nationally significant infrastructure project (en), un statut qui permet aux constructeurs d'outrepasser certaines obligations locales.
Entre la fin des années 1980 et le début des années 1990, Universal Studios Recreation Group envisagea la construction de son propre parc en Europe à la suite de l'implantation de Disney avec la construction d'Euro Disney Resort. Il planche sur un site localisé soit en région parisienne ou à l'est de Londres. Situé de l'autre côté de la Tamise depuis Swanscombe, le site de Rainham Marshes est abandonné. Il devient plus tard la Rainham Marshes Nature Reserve (en). L'État français est bien plus disposé à offrir des avantages fiscaux pour l'implantation d'un parc sur son territoire.
LRCH devait ponctuellement fournir au gouvernement les avancées faites concernant le parc. Certaines informations ont été par la suite rendues publique par l'entreprise elle-même. Ces informations sont aussi issues de consultations publiques. En avril 2015, des informations concernant le stationnement émergent, on apprend notamment que les 14 000 places de parkings prévues posent problèmes à certaines personnes car elle pourrait encourager la voiture ce qui nuirait aux transports en communs. Un système de pôle d'échange (nommé Park n' Glide) est alors envisagé. En novembre 2015, on apprend l'abandon du parc aquatique au profit d'une piscine couverte qui reliera plusieurs hôtels entre eux.
En 2019, un partenariat avec EDF est annoncé pour créer « le parc le plus écoresponsable du monde ».

## Attractions
Le parc inclura différentes parties (nommées lands) :
- Starport : land consacré à la science-fiction
- The Jungle : land recréant une forêt et une architecture Maya dans un univers moderne
- The Isles : land mélangeant architecture moderne et univers fantastique
- The Kingdom : land consacré aux chevaliers et à l'Angleterre
- The Woods : land consacré à la littérature fantastique et aux contes de fées
- The Studio : land consacré aux blockbusters et aux films d'actions
- High Street : entrée du parc, ce sera une grande place qui guidera les visiteurs à travers les hôtels, restaurants et magasin
- Base Camp : une zone dédiée aux dinosaures qui aura pour objectif de plonger les visiteurs dans l'aire du Jurassique[14].

Ce projet rallie de nombreux partenaires tels que Aardman Animations (retirés du projet en 2019), British Film Institute (retirés du projet en 2019), BBC Studios ou encore ITV Studios. Ces partenariats ont pour objectif de faire rayonner la culture britannique.
Doctor Who, Sherlock et Top Gear, toutes produites par BBC Worldwide, sont attendus sous forme d'attractions. On pourra aussi, possiblement, compter sur Thunderbirds ou encore Robozuna (en), issus du catalogue de ITV.

## Développement
Le site chevauche la frontière entre les districts de Dartford et Gravesham, les deux localités ont apporté leurs supports.
En avril 2013, la presse annonce que le projet sera retardé à la suite de la découverte d'une espère rare d'araignée sur le site de construction. Une opération va permettre à la colonie d'Attulus distinguendus d'être déplacée dans un autre site approprié.
En juillet 2014, la première consultation publique se tient avec une série de courte exposition du projet dans toute la péninsule.
Le mois suivant, le Kent Messenger annonce que le projet pourrait être mis en danger si une portion de la route reliant le comté de Kent au comté d'Essex (Lower Thames Crossing) utilise le même site que le parc. Toutefois la proposition a été refusée en décembre de la même année,.
En juin 2020, des détails supplémentaires sont dévoilés qui mettent en avant la préparation de la proposition de planning prévu ainsi que la consultation publique prévu pour la fin 2020.

## Réactions
Le projet a reçu autant de critiques positives que de critiques négatives dans le comté de Kent. 